# Singapurská vlajka

Singapurská vlajka
Poměr stran: 2:3

Singapurská námořní vlajka
Poměr stran: 1:2

Singapurská námořní státní vlajka
Poměr stran: 1:2

Singapurská námořní válečná vlajka
Poměr stran: 1:2

Vlajka Singapuru je tvořena listem o poměru stran 2:3 se dvěma vodorovnými pruhy, červeným a bílým. V horním rohu se nachází bílý srpek měsíce a pět bílých hvězd uspořádaných do kruhu.
Každý z prvků vlajky má svůj jasný význam a symboliku. Červená barva symbolizuje univerzální bratrství a rovnost člověka. Bílá symbolizuje rozrůstání a věčnou čistotu a statečnost. Srpek měsíce představuje mladý stoupající národ. Pět hvězd reprezentuje národní ideje demokracie, míru, prosperity, spravedlnosti a rovnoprávnosti.

Rozměry singapurské vlajky
Vlajka singapurského prezidenta Poměr stran: 2:3

## Historie
Singapurská vlajka byla představena veřejnosti 3. prosince 1959, společně se státním znakem a hymnou. Byla vytvořena komisí vedenou místopředsedou vlády, Dr. Toh Chin Chyem. Nahradila do té doby používanou vlajku vycházející z vlajky Spojeného království. Vyhlášením singapurské nezávislosti na Malajsii roku 1965 se stala vlajkou národní.

Vlajka Průlivových osad (1874–1942) Poměr stran: 1:2
Japonská vlajka v Singapuru (1942–1945) Poměr stran: 7:10
Singapurská vlajka  (1946–1959) Poměr stran: 1:2
Singapurská vlajka  (1959–1963) Poměr stran: 2:3
Malajsijská vlajka Singapuru (1963–1965) Poměr stran: 1:2